# Naturdenkmal Blutbuche Güntherstraße
Das Naturdenkmal Blutbuche Güntherstraße im hannoverschen Stadtteil Waldhausen wurde durch Verordnung vom 7. September 2019 „als Naturdenkmal festgesetzt“.
Die für die Aufgaben der unteren Naturschutzbehörde zuständige Region Hannover begründete die Unterschutzstellung dieser Blutbuche in der Verordnung mit dieser Beschreibung:
Es handelt sich um einen imposanten und äußerst vitalen Baum mit einem massiven, interessant geformten Stamm sowie einer mächtigen Krone, der aufgrund seiner Größe das Straßenbild auf ganz besondere und einzigartige Weise prägt.
und nannte als Schutzzweck
Die Buche dominiert als Einzelschöpfung der Natur ihren Standort und soll aufgrund ihrer besonderen Erscheinung sowie der damit verbundenen Seltenheit, Eigenart und Schönheit geschützt werden.
Den Standort beschreibt die Verordnung:
Hannover, Stadtteil Waldhausen, auf dem Grundstück an der Güntherstraße 30/31 A
und nennt diese Flurdaten:
Gemarkung Döhren, Flur 5, Flurstück 5/25).
Der Baum erhielt in der Verordnung die Nummer ND-H 258.